# 진주성 서장대
진주성 서장대(晋州城 西將臺)는 대한민국 경상남도 진주시 남성동 진주성에 있는 조선시대의 장대이다.
1983년 7월 20일 경상남도의 문화재자료 제6호 서장대으로 지정되었다가, 2018년 12월 20일 현재의 명칭으로 변경되었다.

## 개요
장대는 지휘하는 사람이 올라서서 명령하는 대를 가리킨다. 진주시 남성동에 있는 이 장대는 진주성 서문에 속하는 곳이다.
『여지도서』에 보면 회룡루로 나오며, 규모는 작으나 진주성의 남장대인 촉석루와 같은 다락집형이었다고 기록되어 있다. 지금의 건물은 허물어진 것을 1934년 서상필씨가 새롭게 고쳐지은 것으로, 앞면 3칸·옆면 2칸의 여덟 팔(八)자 모양의 팔작지붕으로 목조 기와집이다.

## 참고 문헌
- 진주성 서장대 - 국가유산청 국가유산포털